# 항균 예방
항균 예방(抗菌豫防, 영어: antibiotic prophylaxis) 또는 항균 프로필락시스는 사람에게 항균 요법(가장 일반적으로 항생제를 사용)을 사용하여 감염 합병증을 예방하는 것을 말한다. 가축 사료 혼합물에 대한 항균 예방은 적어도 1970년대부터 미국에서 사용되어 왔다.

## 같이 보기
- 항균 화학요법